# Hirtobrasilianus matogrossensis
Hirtobrasilianus matogrossensis là một loài bọ cánh cứng trong họ Cerambycidae.